# Cérémonie de clôture des Jeux olympiques d'hiver de 2022
La cérémonie de clôture des Jeux olympiques d'hiver de 2022 se déroule le 20 février 2022 dans le Stade national de Pékin à 20 h 00, heure locale.
Pour la dernière journée de compétition, quatre podiums restent à établir : tournoi féminin de curling, les manches finales du bobsleigh à quatre masculin, mass start en ski de fond féminin et traditionnellement la finale du tournoi masculin de hockey sur glace. L'épreuve de Ski alpin Team Event initialement programmé la veille a été reprogrammé au matin de la cérémonie.

## Déroulement
En janvier 2022, le réalisateur Zhang Yimou a été désigné pour diriger la cérémonie d'ouverture et de clôture. Il avait déjà œuvré pour la cérémonie d'ouverture de Pékin en 2008.
Selon Zhao Weidong, chef du département des médias du comité d'organisation des Jeux olympiques de 2022, le thème de la cérémonie de clôture sera « Ensemble pour un avenir partagé ».

### Défilé des nations
Conformément à la tradition, la délégation ouvrant la marche est celle de la Grèce, en sa qualité de pays fondateur des Jeux olympiques, avec celle du pays hôte, ici la Chine. Contrairement aux cérémonies d'ouverture, les autres comités nationaux défilent mélangés.
Plusieurs délégations présentent moins de sportifs le jour de la cérémonie, vraisemblablement parce que la présence d'athlètes dans le village olympique est très limitée et que certains sont déjà rentrés.

### Cérémonie de victoire du marathon
Lors de la cérémonie de clôture des jeux d'été, la cérémonie de remise des médailles des marathons hommes et femmes étaient programmée pendant l'événement.
Pour ces jeux d'hiver, on assiste aux podiums du ski de fond sur 30 km, épreuves reines sur les plus longues distances.
- Médaillées du 30 km féminin :
  -  Therese Johaug
  -  Jessica Diggins
  -  Kerttu Niskanen

- Médaillés du 50 km masculin
  -  Alexander Bolshunov
  -  Ivan Yakimushkin
  -  Simen Hegstad Krüger

### Cérémonie d'Anvers
La cérémonie d’Anvers est une tradition qui a lieu à chaque cérémonie de clôture depuis 1920. Avant la cérémonie d’Anvers, l’hymne olympique est interprété, alors que dans le même temps drapeau olympique est abaissé.
À la fin de l'hymne olympique, le maire de Pékin Chen Jining passe le drapeau au président du CIO Thomas Bach, qui le transmet aux deux maires des prochaines villes hôtes, Giuseppe Sala pour Milan et Gianpietro Ghendia pour Cortina d'Ampezzo. Après avoir été testé positif pour Covid-19 avant le début de la compétition,le président du Comité d'organisation et aussi du Comité National Olympique d'Italie (CONI),Giovanni Malagò, ne peut pas se rendre en Chine.